# Lorenz Schindelholz
Pour les articles homonymes, voir Schindelholz.
Lorenz Schindelholz, né le 23 juillet 1963 à Herbetswil, est un bobeur suisse ayant notamment remporté une médaille aux Jeux olympiques et trois aux championnats du monde.

## Carrière
Pendant sa carrière, Lorenz Schindelholz remporte trois médailles aux championnats du monde : l'or en bob à quatre en 1989 à Cortina d'Ampezzo et en 1990 à Saint-Moritz, et l'argent en bob à quatre en 1991 à Altenberg. Il participe également aux Jeux olympiques d'hiver de 1992 organisés à Albertville en France avec Donat Acklin, Curdin Morell et Gustav Weder, dans le bob Suisse I. Il termine troisième, derrière les bobs Autriche I et Allemagne I.

## Palmarès

### Jeux olympiques
- Médaille de bronze aux Jeux olympiques d'hiver de 1992 à Albertville en France dans l'épreuve du bob à quatre

### Championnats du monde
- Médaille d'or dans l'épreuve du bob à quatre lors des championnats de 1989 et 1990.
- Médaille d'argent dans l'épreuve de bob à deux lors des championnats de 1991.